# Libanopacha schwingenschussi
Libanopacha schwingenschussi är en fjärilsart som beskrevs av Hans Zerny 1933. Libanopacha schwingenschussi ingår i släktet Libanopacha och familjen ädelspinnare. Inga underarter finns listade i Catalogue of Life.